# 2채널의 아스키 아트 캐릭터 목록
이 문서에서는 2채널에서 사용되는 아스키 아트 캐릭터의 목록을 서술한다

## 4대 아스키 아트
- 모나
- 모라라
- 기코 고양이
- 시이